# Willem Abraham Wythoff
Willem Abraham Wythoff (Ámsterdam, 6 de octubre de 1865-ibídem, 1939) fue un matemático neerlandés.

## Biografía
Wythoff nació en Ámsterdam, donde su padre trabajaba en un ingenio azucarero. Estudió en la Universidad de Ámsterdam, donde obtuvo el doctorado en 1898 bajo la supervisión de Diederik Korteweg.

## Contribuciones
Wythoff es conocido en teoría de los juegos y en teoría de los números por su estudio el juego de Wythoff, cuya solución implica los números de Fibonacci. También lleva su nombre la matriz Wythoff, una matriz de dos dimensiones relacionada con este juego y con la secuencia de Fibonacci.
En geometría, Wythoff es conocido por la construcción de Wythoff de mosaicos uniformes y poliedros uniformes, y por el símbolo de Wythoff usado como notación para esos objetos geométricos.

## Publicaciones destacadas
- Wythoff, W. A. (1905–1907). «A modification of the game of nim». Nieuw Archief voor wiskunde 2: 199-202..
- Wythoff, W. A. (1918). «A relation between the polytopes of the C600-family». Proceedings of the Section of Sciences (Koninklijke Akademie van Wetenschappen te Amsterdam) 20: 966-970..